# Hollie Cook
Hollie Cook (Londra, 1987) è una cantante britannica.

## Biografia
Figlia di Paul Cook e di una corista dei Culture Club, Hollie Cook ha iniziato la sua carriera musicale prendendo parte alla nuova formazione delle The Slits nel 2006. Il suo disco di esordio eponimo è stato pubblicato cinque anni dopo ed è stato definito dalla BBC come «uno degli album reggae più piacevoli del 2011». È stato seguito da Twice e Vessel of Love, che hanno raggiunto la 6ª posizione e la vetta della classifica Reggae Albums, stilata da Billboard.

## Discografia

### Album in studio
- 2011 – Hollie Cook
- 2014 – Twice
- 2018 – Vessel of Love
- 2022 - Happy Hour

### Album dal vivo
- 2017 – Live in London